# Košařiska
Košařiska település Csehországban, a Frýdek-místeki járásban. Košařiska Dolní Lomná, Milíkov, Hrádek, Vendryně, Morávka és Třinec településekkel határos. Lakosainak száma 354 fő (2024. január 1.).

## Népesség
A település lakosságának változását az alábbi diagram mutatja:
| Lakosok száma | 489  | 470  | 442  | 424  | 392  | 354  | 382  | 374  | 343  | 354  |
|               | 1869 | 1900 | 1921 | 1961 | 1980 | 2011 | 2016 | 2019 | 2021 | 2024 |